# Вилхелм Маркс
Вилхелм Маркс (на немски: Wilhelm Marx, 15 януари 1863 - 5 август 1946) е германски адвокат, католически политик и член на Централната партия.

## Биография

### Произход и образование
Роден в Кьолн и син на учител, Маркс завършва училище през 1881 г. Следва право в Бонския университет. Като студент става член на Католическото студентско съдружие Арминия Бон. След като завършва работи в Кьолн и във Валдбрьол, а по-късно и в землената регистратура в Зимерн. От 1894 г. работи като съдия в Елберфелд. Десет години по-късно се връща в Кьолн и Дюселдорф, където получава най-високия ранг в Прусия за католик, който също е и активен член на Централната партия.
Жени се за Йохана Феркойен през 1891 г. и има четири деца.

### Политическа кариера
Маркс заема поста канцлер на Германия от 1923 до 1925 и след това отново от 1926 до 1928. Той също е кандидат на Централната партия (а след това и на цялата Ваймарска коалиция) за президент на изборите през 1925 г., когато е победен от Паул фон Хинденбург.
На изборите през 1925 г. печели 13 751 615 гласа спрямо 14 655 766 на Хинденбург. 
Маркс взима важна част в Католическата централна партия. През 1899 г. той председателства събранието на партията в Елберфелд, а през 1908 става председател на Централната партия в Дюселдорф.
От 1899 до 1918 г. Маркс е член на Ландтага на Прусия. От 1910 е член на Райхстага, където става член на изпълнителната комисия на Централната партия. Там се специализира в областта на образованието и културата.
По време на Първата световна война той изразява своето мнение срещу анексирането и желанието си за мирно решение. Избран е за член на Националното събрание във Ваймар. Подкрепя Версайския мирен договор по време на окупацията на Рейнланд през 1923, защото смята, че ако Германия не го приеме, Рейнланд ще бъде разделена от Прусия. Маркс също се опитва да обедини Централната партия и да укрепи правителството, използвайки своя политически подход и призив към католицизма.
Когато правителството на Густав Щреземан се проваля през 1923, Маркс е избран за канцлер на Германия, водейки десетото правителство след пагубната 1919 г. Неговият първи мандат продължава 13 месеца, а вторият - 25 месеца. През това време той е председател на около четири правителства. Външен министър на неговите правителства е Густав Щреземан, чиято политика води до толерантност към СПД. По време на управлението на Маркс немската икономика е успешно стабилизирана след хиперинфлацията от 1923 г. чрез създаване на нова валута. До 1924 г. извънредното положение е отменено, а икономиката започва да се развива нормално. Правителството на Маркс приема Плана Дос, който цели да улесни събирането на репарационните плащания. През втория му мандат Германия става членка на ОН, а Маркс успява да свали от поста генерал Ханс фон Зект, който иска да превърна армията в „държава в държавата“. От друга страна трябва да се отбележи, че Райхсверът работи тайно с руската армия за заобикаляне на Версайския договор, докато правителството на Маркс е на власт.
През 1925 г. Маркс става министър-председател на Прусия, а на следващата година е министър на правосъдието в парламента на своя наследник Ханс Лутер. Остава член на Райхстага до 1932 г. По време на Нацистката диктатура и след Втората световна война живее в Бон, където и умира през 1946 г.